# ایزابل وستبری

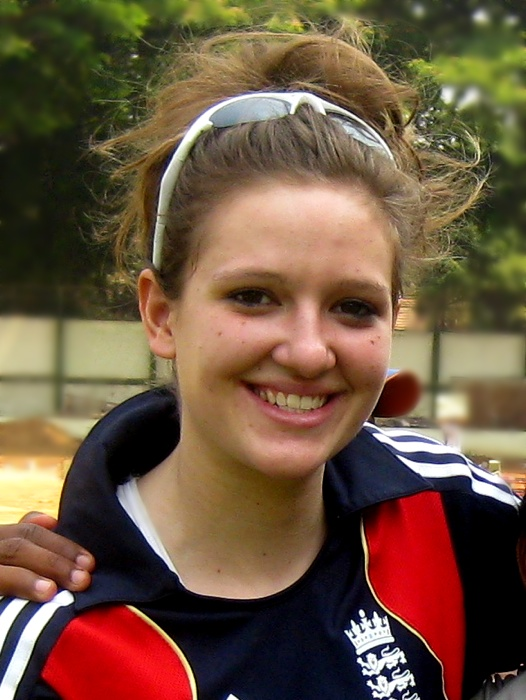
ایزابل وستبری

ایزابل مری جرالدین وستبری (متولد ۸ مارس ۱۹۹۰) نویسنده ورزشی، گوینده، وکیل و بازیکن سابق کریکت است. او به‌عنوان بازیکن کریکت، در سمت توپ‌زن بازوی راست و گاه‌به‌گاه هم در جایگاه دروازه‌بان ویکت در باشگاه‌های سامرست و میدلسکس (یک شهرستان سابق در جنوب شرقی انگلستان که اکنون بخشی از لندن است)، و همچنین در تیم وسترن استورم در سال ۲۰۱۶ بازی کرد. او دو فصل در سال‌های ۲۰۱۵ و ۲۰۱۶ کاپیتان میدلسکس بود. او همچنین در سال ۲۰۰۵ در یک روزه بین‌المللی زنان برای هلند بازی کرد، در حالی که در این کشور به مدرسه می‌رفت.

## زندگی شخصی
وستبری در مقطع کارشناسی در کالج هرتفورد آکسفورد تحصیل کرد. او علاوه بر حرفه کریکت خود، هاکی را نیز در آکسفورد نیز بازی کرد و با بازی در مسابقه هاکی دانشگاهی در مقابل کمبریج در مارس ۲۰۱۰ به جایزه آبی دست یافت. در سال ۲۰۱۱، او به عنوان رئیس اتحادیه آکسفورد انتخاب شد و پیش از این به عنوان منشی این انجمن خدمت کرده بود. وستبری یک نویسنده ورزشی در دیلی تلگراف است و در بی‌بی‌سی نیز برنامه پخش می‌کند.